# الحدود بين أندورا وإسبانيا

الحدود كما تظهر على الخريطة

تقع الحدود بين أندورا وإسبانيا في جبال البرانس بين شمال إسبانيا وجنوب أندورا. تبلغ طول الحدود 64 كيلومتر (40 ميل). وهي حدود خارجية للاتحاد الأوروبي، لأن أندورا ليست جزءًا من الاتحاد الأوروبي.

## ترسيم
الحدود الإسبانية الأندورية تمتد لمسافة 64 كم بين جنوب أندورا وشمال إسبانيا (من قبل إقليم كاتالونيا المتمتع بالحكم الذاتي) في جبال البرانس. نظرًا لوقوع كل من إسبانيا وأندورا في نفس مستجمع المياه، فإن السفر أسهل (الطرق أفضل) بين الدولتين من السفر بين أندورا وفرنسا. اللغات الأكثر استخدامًا في أندورا هي أيضًا الكاتالونية والإسبانية.
تبدأ الحدود من الغرب عند النقطة الثلاثية بين أندورا وفرنسا وإسبانيا (42°36′13″N 1°26′30″W / 42.60361°N 1.44167°W). ثم تتبع اتجاهًا جنوبيًا شرقيًا بشكل عام، ثم تتحول لاحقًا شمال شرق إلى النقطة الثلاثية الشرقية لأندورا وإسبانيا وفرنسا (42°30′09″N 1°43′34″W / 42.50250°N 1.72611°W). يمر الخط الفاصل بين البلدين عبر مناطق جبلية عالية، غالبًا ما يزيد عن 2000 م، ويمر بالقرب من أعلى نقطة في أندورا، قمة كم بيدروسا. كما أنه يحد وادي مادريو بيرافيتا كلارور، وهو موقع التراث العالمي الوحيد لليونسكو في أندورا.
في مايو 2015، تبنت المفوضية الأوروبية برنامج تعاون لتحسين حماية البيئة على الحدود بين إسبانيا وأندورا وأندورا وفرنسا.

## ضوابط الحدود

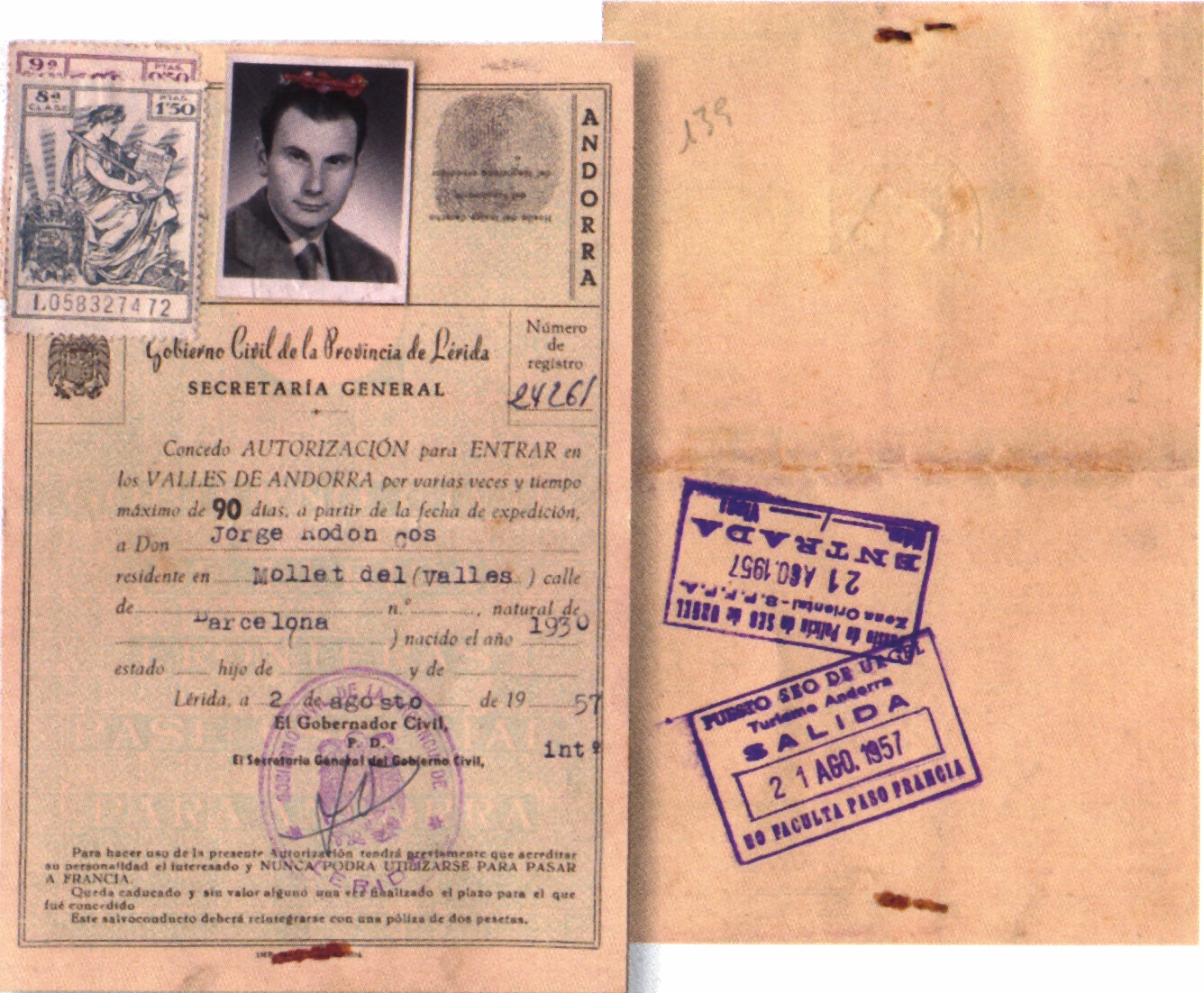
تصريح دخول إسباني صادر في ليريدا 1957.

قناة الاتصال الرئيسية بين البلدين هي عبر جران فاليرا بين لا سو دي أورغل وأبرشية سانت جوليا دي لوريا. تقع النقطة الحدودية الوحيدة بين أندورا وإسبانيا على طول هذا الطريق. لا يوجد نقطة عبور للسكك الحديدية.
بالإضافة إلى ذلك، يُسمح لطائرات الهليكوبتر بالذهاب إلى المطارات الخاضعة لمراقبة الحدود في بلدان أخرى، ولكن ليس إلى أي مكان آخر خارج أندورا. عادة ما تذهب الرحلات الجوية إلى مطارات برشلونة أو تولوز.
تنظم اتفاقية موقعة في عام 2003 بين فرنسا وإسبانيا وأندورا حركة وإقامة مواطني الدول الثالثة في أندورا. وتنص على أن الدول الثلاث ستنسق متطلبات التأشيرة الخاصة بها، على الرغم من أن أندورا اليوم تتبع متطلبات تأشيرة اتفاقية شنغن، وأن أندورا لن تسمح إلا لأولئك الذين لديهم حق الدخول إلى إسبانيا أو فرنسا.

## التهريب
بسبب الضرائب المنخفضة على التبغ في أندورا، هناك تهريب كبير للسجائر بين البلدين؛ يتم ذلك عبر نقطة الحدود في لا فارغا دي مولاس ولكن أيضًا في كثير من الأحيان عبر الممرات الجبلية. الحرس المدني مسؤول عن المراقبة على الحدود واعتقال المهربين على الجانب الإسباني.